# Thamnobryum proboscideum
Thamnobryum proboscideum är en bladmossart som beskrevs av H. Robinson 1974. Thamnobryum proboscideum ingår i släktet rävsvansmossor, och familjen Neckeraceae. Inga underarter finns listade i Catalogue of Life.